# Munições de fósforo branco

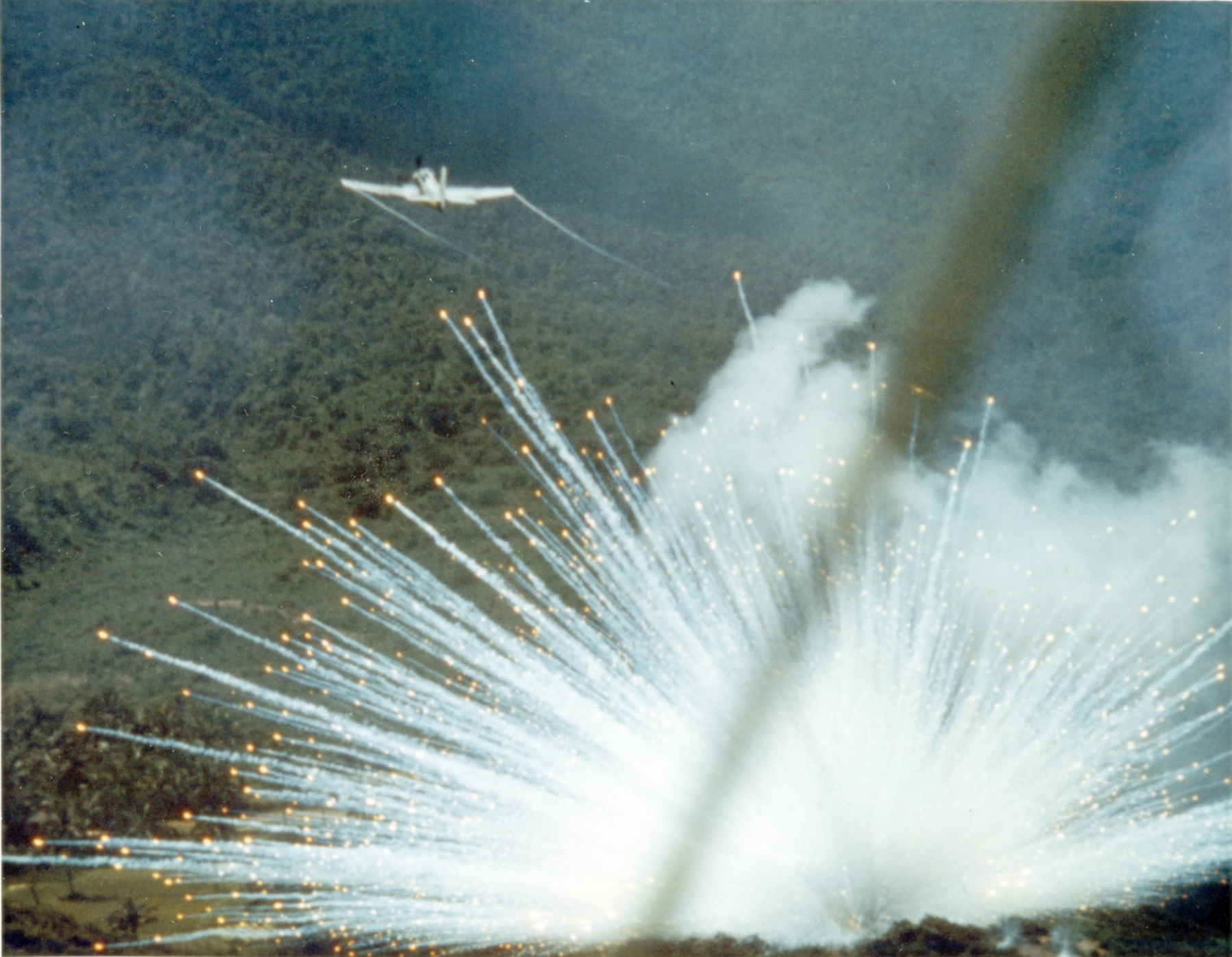
Douglas A-1E Skyraider da Força Aérea dos EUA lançando uma bomba de fósforo branco M47 de 100 libras em uma posição vietcongue no Vietnã do Sul em 1966

As munições de fósforo branco são armas que usam um dos alótropos comuns do elemento químico fósforo. O fósforo branco é usado para gerar fumaça, iluminação e em munições incendiárias, e é comumente o elemento de queima de munição traçadora. Outros nomes comuns incluem WP e o termo de gíria "Willie Pete" ou "Willie Peter" derivado de William Peter, o alfabeto fonético da Segunda Guerra Mundial para "WP", que ainda é usado às vezes no jargão militar. O fósforo branco é pirofórico (se inflama em contato com o ar), queima ferozmente e pode incendiar tecidos, combustível, munição e outros combustíveis.
Além de suas capacidades ofensivas, o fósforo branco é um agente produtor de fumaça altamente eficiente, reagindo com o ar para produzir uma camada imediata de vapor de pentóxido de fósforo. Como resultado, munições de fósforo branco produtoras de fumaça são muito comuns, particularmente como granadas de fumaça para infantaria, carregadas em lançadores de granadas defensivos em tanques e outros veículos blindados, e como parte da distribuição de munição para artilharia ou morteiros. Eles criam cortinas de fumaça para mascarar o movimento, a posição, as assinaturas infravermelhas ou as posições de tiro das forças amigas. Eles são frequentemente descritos como rodadas de fumaça/marcador devido à sua função secundária de marcar pontos de interesse, como uma argamassa leve sendo usada para designar uma área-alvo para observadores de artilharia.

## História

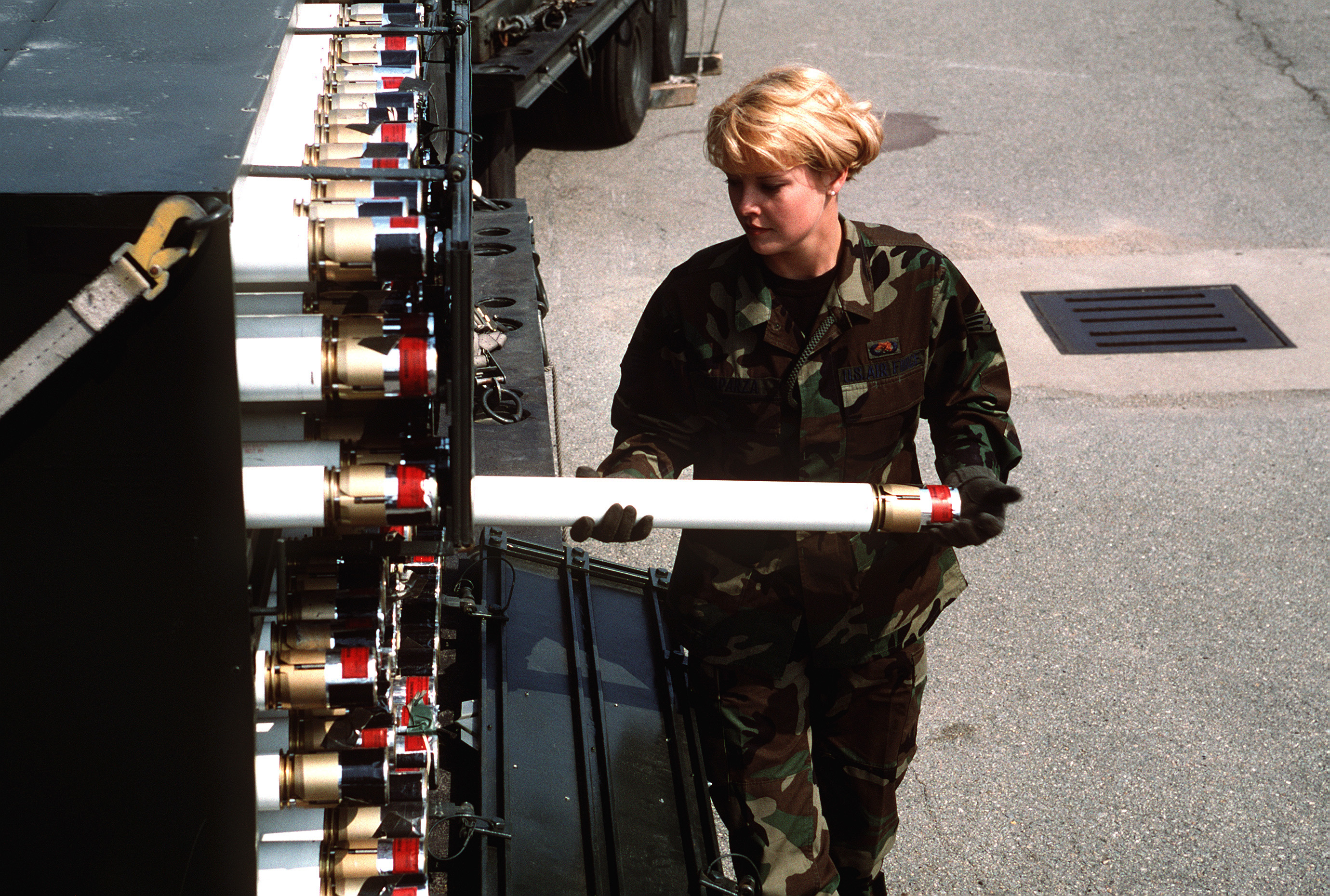
Um aviador sênior da Força Aérea dos Estados Unidos inspeciona foguetes de fósforo branco de 2,75 polegadas na Base Aérea de Osan, Coréia do Sul em 1996

Acredita-se que o fósforo branco tenha sido usado pela primeira vez por incendiários fenianos (nacionalistas irlandeses) no século 19, na forma de uma solução em dissulfeto de carbono. Quando o dissulfeto de carbono evaporasse, o fósforo explodiria em chamas. Essa mistura ficou conhecida como "fogo feniano".
Em 1916, durante uma intensa luta pelo recrutamento para a Primeira Guerra Mundial, 12 membros do Industrial Workers of the World, um sindicato de trabalhadores contrário ao recrutamento, foram presos em Sydney, Austrália e condenados por usar ou conspirar para usar materiais incendiários, incluindo fósforo. Acredita-se que oito ou nove homens desse grupo, conhecido como Sydney Twelve, foram incriminados pela polícia. A maioria foi libertada em 1920 após um inquérito.

## Primeira Guerra Mundial, o período entre guerras e a Segunda Guerra Mundial

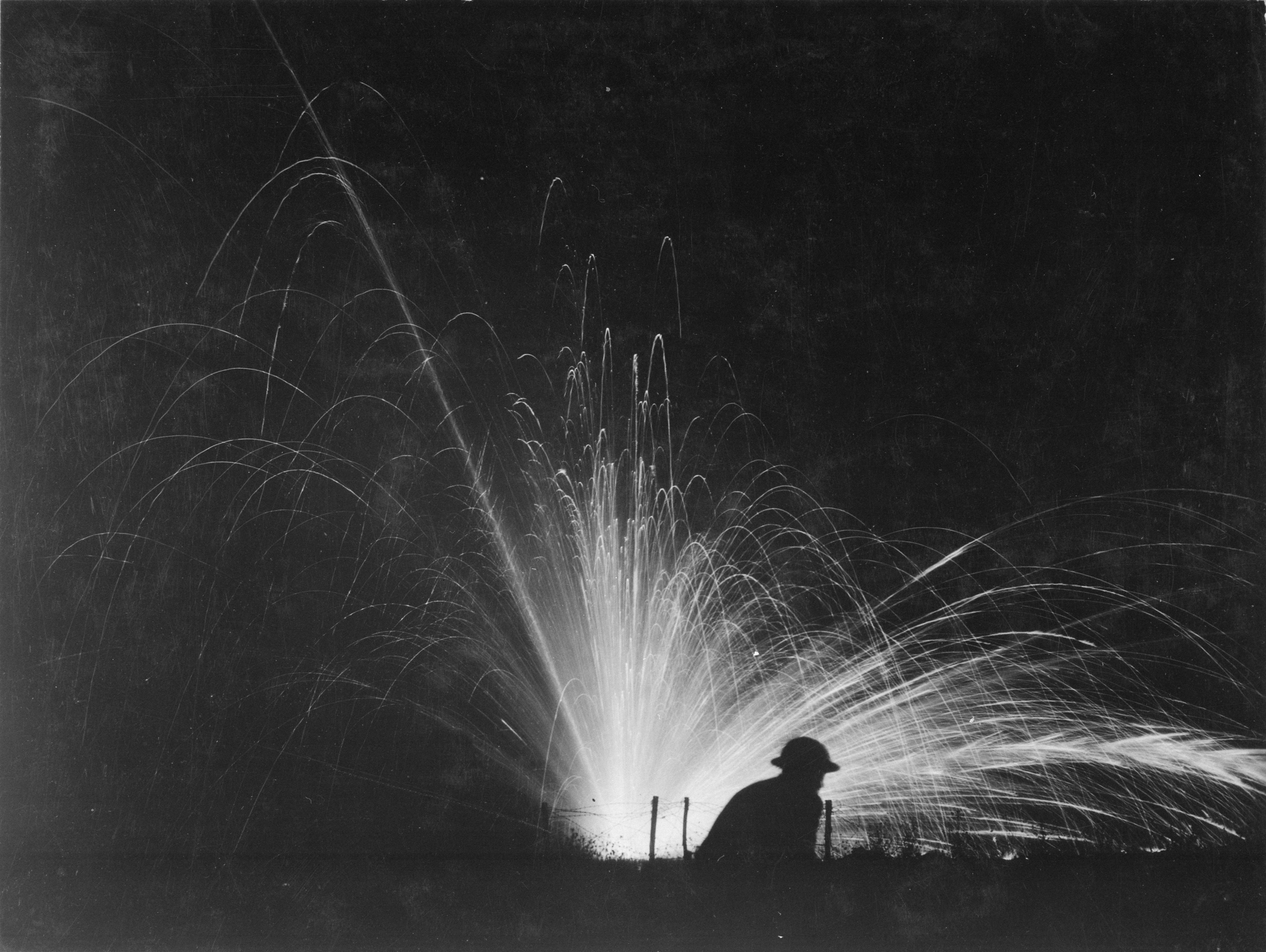
A explosão de uma bomba de morteiro WP durante manobras na França, 15 de agosto de 1918

O exército britânico introduziu as primeiras granadas de fósforo branco construídas em fábrica no final de 1916 durante a Primeira Guerra Mundial. Durante a guerra, bombas de morteiro de fósforo branco, projéteis, foguetes e granadas foram usados extensivamente pelas forças americanas, da Commonwealth e, em menor grau, pelas forças japonesas, tanto na geração de fumaça quanto na antipessoal. A Royal Air Force baseada no Iraque também usou bombas de fósforo branco na província de Anbar durante a revolta iraquiana de 1920.

## Usos posteriores

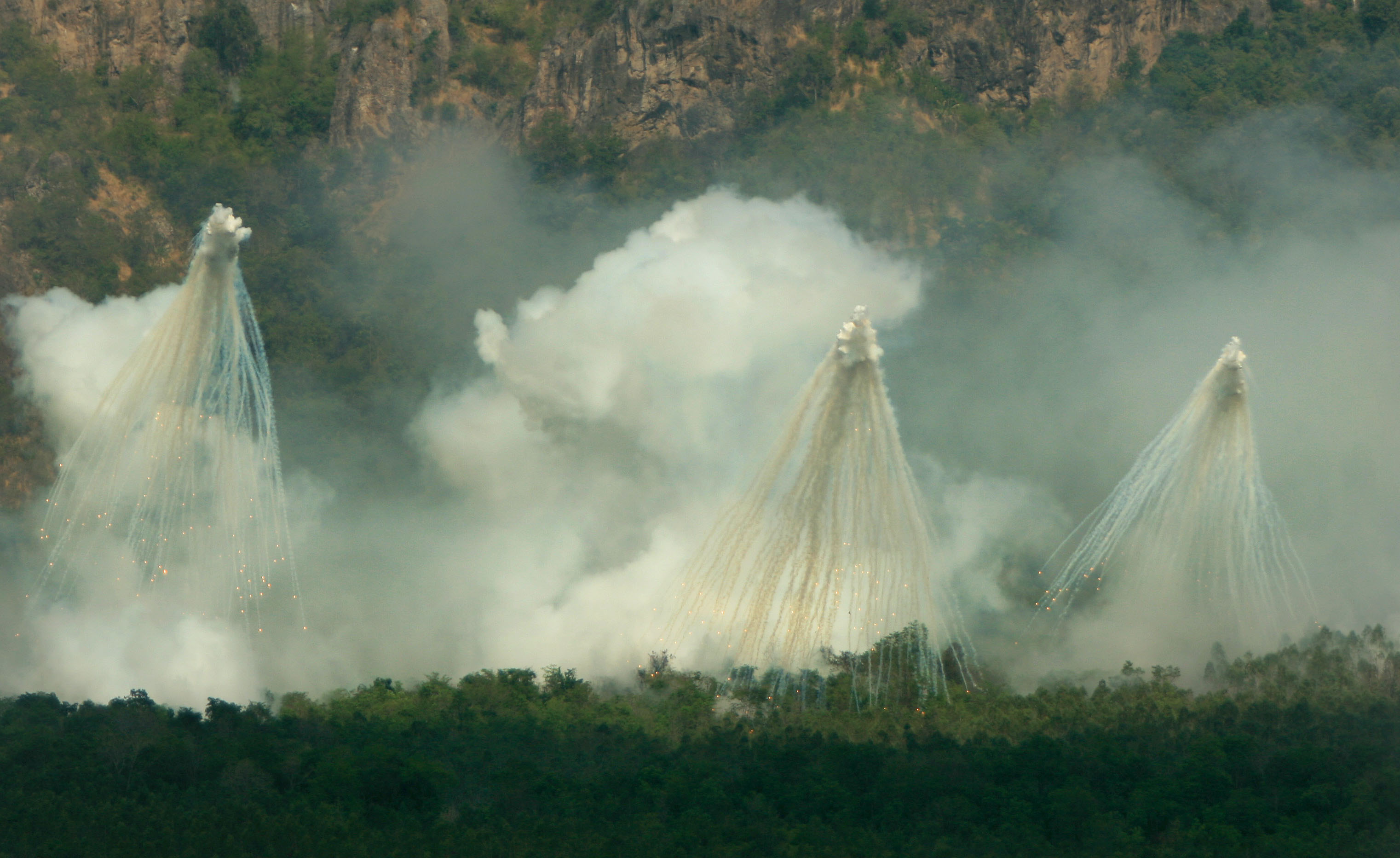
Foguetes de cortina de fumaça

As munições de fósforo branco foram usadas extensivamente na Coréia, Vietnã e mais tarde pelas forças russas na Primeira Guerra da Chechênia e na Segunda Guerra na Chechênia. Granadas de fósforo branco foram usadas no Vietnã para destruir os complexos de túneis vietcongues, pois queimavam todo o oxigênio e sufocavam os soldados inimigos abrigados no interior. Os soldados britânicos também fizeram uso extensivo de granadas de fósforo branco durante a Guerra das Malvinas para limpar as posições argentinas, pois o solo turfoso em que foram construídas tendia a diminuir o impacto das granadas de fragmentação. De acordo com GlobalSecurity.org, durante a Batalha de Grozny durante a Primeira Guerra Chechênia, cada quarto ou quinto disparo de artilharia ou morteiro russo era uma granada de fumaça ou fósforo branco.

### Uso pelas forças dos EUA no Iraque
Em abril de 2004, durante a Primeira Batalha de Fallujah, Darrin Mortenson, do North County Times da Califórnia, relatou que as forças dos EUA usaram fósforo branco como arma incendiária enquanto "nunca sabiam quais eram os alvos ou quais danos as explosões resultantes causaram". Integrado ao 2º Batalhão, 1º Regimento de Fuzileiros Navais, Mortenson descreveu uma equipe de morteiros da Marinha usando uma mistura de fósforo branco e explosivos para bombardear um aglomerado de edifícios onde insurgentes iraquianos foram vistos ao longo da semana.  Em novembro de 2004, durante a Segunda Batalha de Fallujah, repórteres do Washington Post incorporados à Task Force 2-2, Regimental Combat Team 7 afirmaram que testemunharam canhões de artilharia disparando projéteis de fósforo branco. A edição de março/abril de 2005 de uma publicação oficial do Exército chamada Field Artillery Magazine relatou que "o fósforo branco provou ser uma munição eficaz e versátil e uma potente arma psicológica contra os insurgentes em linhas de trincheiras e buracos de aranha. . .  Disparamos missões 'shake and bake' contra os insurgentes usando WP [fósforo branco] para expulsá-los e HE [altos explosivos] para eliminá-los".

### Conflito árabe-israelense
Durante o conflito Israel-Líbano de 2006, Israel disse que havia usado projéteis de fósforo "contra alvos militares em campo aberto" no sul do Líbano. Israel disse que o uso dessas munições era permitido por convenções internacionais. No entanto, o presidente do Líbano, Émile Lahoud, disse que bombas de fósforo foram usadas contra civis. A primeira reclamação oficial libanesa sobre o uso de fósforo veio do Ministro da Informação Ghazi Aridi.
Em suas primeiras declarações sobre a Guerra de Gaza de 2008-2009, os militares israelenses negaram totalmente o uso do WP, dizendo que "a IDF atua apenas de acordo com o que é permitido pela lei internacional e não usa fósforo branco". Numerosos relatórios de grupos de direitos humanos durante a guerra indicaram que projéteis WP estavam sendo usados por forças israelenses em áreas povoadas.

### Conflito Nagorno-Karabakh de 2016
Após o conflito de Nagorno-Karabakh de 2016 sobre o território disputado de Alto Karabakh, o Ministério das Relações Exteriores do Azerbaijão afirmou que em 10 de maio daquele ano os militares armênios dispararam munições de artilharia de fósforo branco de 122 mm contra o território do Azerbaijão. Em 11 de maio, o Ministério da Defesa do Azerbaijão, juntamente com o Ministério das Relações Exteriores, convidou adidos militares de 13 países para visitar o território na vila de Askipara, onde o Ministério da Defesa diz ter encontrado uma munição de fósforo branco disparada pelas forças armênias. O uso de munição de fósforo pelos militares armênios também foi relatado pela Al Jazeera. O Gabinete do Procurador Militar do Azerbaijão iniciou um processo criminal após a descoberta. O Ministério das Relações Exteriores da NKR e o Ministério da Defesa da Armênia o descartam como uma falsificação e distorção da realidade. Fontes da mídia armênia negaram isso como uma operação encenada pelo Azerbaijão, citando a ausência de evidências da presença de um projétil ou de um projétil sendo usado pelos armênios, acrescentando que esta não era uma história, pois não havia evidências de qualquer uso.

## Lei internacional
Embora em geral o fósforo branco seja um produto químico industrial não sujeito a restrições, certos usos em armamentos são proibidos ou restringidos por leis internacionais gerais: em particular, aquelas relacionadas a dispositivos incendiários.
O artigo 1º do Protocolo III da Convenção sobre Certas Armas Convencionais define uma arma incendiária como “qualquer arma ou munição que seja projetada principalmente para incendiar objetos ou causar queimaduras em pessoas através da ação de chama, calor ou combinação destes, produzido por uma reação química de uma substância entregue no alvo". O artigo 2º do mesmo protocolo proíbe o uso deliberado de armas incendiárias contra alvos civis (já proibido pelas Convenções de Genebra), o uso de armas incendiárias de lançamento aéreo contra alvos militares em áreas civis e o uso geral de outros tipos de armas incendiárias contra alvos militares localizados dentro de "concentrações de civis" sem usar todos os meios possíveis para minimizar as baixas.